# Psyllaephagus scutellaris
Psyllaephagus scutellaris is een vliesvleugelig insect uit de familie Encyrtidae. De wetenschappelijke naam is voor het eerst geldig gepubliceerd in 1972 door Szelényi.